# Destroy All Monsters
Destroy All Monsters (Japanse titel: Kaijū Sōshingeki/怪獣総進撃, "Complete monsteraanval"; Nederlandse titel: Monsters van Frankenstein bedreigen de aarde; Vlaamse titel: De monsters vallen aan) is een Japanse kaijufilm uit 1968, en de negende van de Godzillafilms. De film werd geregisseerd door Ishiro Honda, met speciale effecten door Eiji Tsuburaya en Sadamasa Arikawa.
De plot van de film is vergelijkbaar met die van Invasion of Astro-Monster (1965). In de film doen 11 monsters mee, een recordaantal voor een Godzillafilm tot aan Godzilla: Final Wars.

## Verhaal
Het is het jaar 1999. De Verenigde Naties hebben de meeste enorme monsters gevangen en allemaal samen gebracht op een centrale plaats genaamd Monsterland, de kern landmassa van de Bonin-eilanden. Een speciaal controlecentrum is opgebouwd onder het eiland om de monsters in de gaten te houden. Een speciaal ruimteschip genaamd de Moonlight SY-3 staat klaar om in te grijpen indien nodig.
Dan valt opeens alle communicatie met de basis weg. Wanneer de SY-3 ingrijpt, ontdekt de bemanning dat alle medewerkers van Monsterland mentale slaven zijn geworden van een buitenaards ras genaamd de Kilaaks. Zij hebben ook de monsters onder controle genomen en losgelaten op de grootste steden ter wereld. Godzilla valt New York aan, Rodan vernietigt Moskou, Mothra (in larfvorm) valt Peking aan, een dinosaurusmonster genaamd Gorosaurus vernietigt Parijs en de draak Manda valt Londen aan.
De VN, wier hoofdkwartier nu op de maan is gevestigd, onderneemt een riskante maar noodzakelijke poging om de monsters weer onder hun controle te krijgen. Ze ontdekken dat de Killaaks zich ook op de maan schuilhouden. De SY-3 slaagt erin de machine waarmee de Kilaaks de monsters beheersen te vernietigen, en alle monsters ontwaken uit hun trance. In een laatste wanhoopspoging zetten de Kilaaks hun geheime wapen in: King Ghidorah. Een grote veldslag tussen Ghidorah en 10 aardse monsters barst los op de Fuji. Ghidorah verliest en de Kilaaks worden voorgoed verslagen.

## Rolverdeling
| Acteur           | Personage                  |
| ---------------- | -------------------------- |
| Akira Kubo       | SY-3 Captain Katsuo Yamabe |
| Jun Tazaki       | Dr. Yoshido                |
| Yukiko Kobayashi | Kyoko Yamabe               |
| Yoshio Tsuchiya  | Dr. Otani                  |
| Kyôko Ai         | Kilaak Queen               |
| Andrew Hughes    | Dr. Stevenson              |
| Chotaro Togin    | Ogata                      |
| Yoshifumi Tajima | Major Tada                 |
| Kenji Sahara     | Commander Nishikawa        |
| Hisaya Ito       | Enraged Soldier            |
| Yoshio Katsuda   | Young Scientist            |
| Heihachiro Okawa | Engineer                   |
| Koji Uno         | Skeptical Reporter         |

## Achtergrond

### Monsters
- Godzilla
- Rodan
- Mothra
- King Ghidorah
- Anguirus
- Manda
- Varan
- Baragon
- Kumonga
- Minilla
- Gorosaurus

### Amerikaanse versie
De film werd in 1969 uitgebracht in de Verenigde Staten door American International Pictures. Deze versie was nagesynchroniseerd in Engels, en een paar scènes werden eruit geknipt. Deze versie van de film werd later echter vervangen door Toho’s internationale versie, die in zowel Japans als Engels verkrijgbaar was.

### Originele scenario
Oorspronkelijk zou de film “All Monsters Attack Directive” gaan heten. Het originele scenario voor de film bevatte slechts 10 monsters in plaats van 11. Ebirah, het monster uit Godzilla vs. the Sea Monster stond ook gepland voor de film, maar werd later vervangen door Anguirus.

### Bezoekersaantal
In Japan werden voor de film ongeveer 2.580.000 kaartjes verkocht.

### Filmmuziek
De filmmuziek werd gecomponeerd door Akira Ifukube en uitgebracht in 1993.
01. The Toho Mark/Main Title
02. Title Credits
03. Monster Land
04. The Lunar Base I
05. Unusual Change on Monster Land
06. The Lunar Base II
07. SY-3 
08. The Unmanned Subterranean Center
09. The Kilaak Starmen I
10. Escape from Monster Land
11. The Unknown Metal
12. Discovery of the Monster Controls 
13. Radon comes flying
14. The 4 Monsters attack Tokyo
15. The Missile War to protect the Capital
16. Ruins
17. Godzilla/Angilas vs. the Defense Corps
18. Radon in Pursuit
19. The Kilaak Starmen II
20. The Lunar Base and SY-3
21. Sy-3 Sortie
22. The Expedition Vehicle breaks through
23. The Kilaaks' Essence
24. Remote Control Destruction!
25. The Monsters Pow-wow on Earth
26. Major Battle in Fuji I
27. Major Battle in Fuji II
28. Destruction of the Underground Dome
29. Fire Dragon Pursuit
30. Ending

### Alternatieve titels
- All Monsters Attack Directive
- Attack of the Marching Monsters
- Destroy All Monsters
- Gojira dengeki daisakusen
- Monster Attack March
- Kaiju Soshingeki
- Monster Invasion
- Operation Monsterland
- The March of the Monsters
- Charge of the Monsters